# Săn

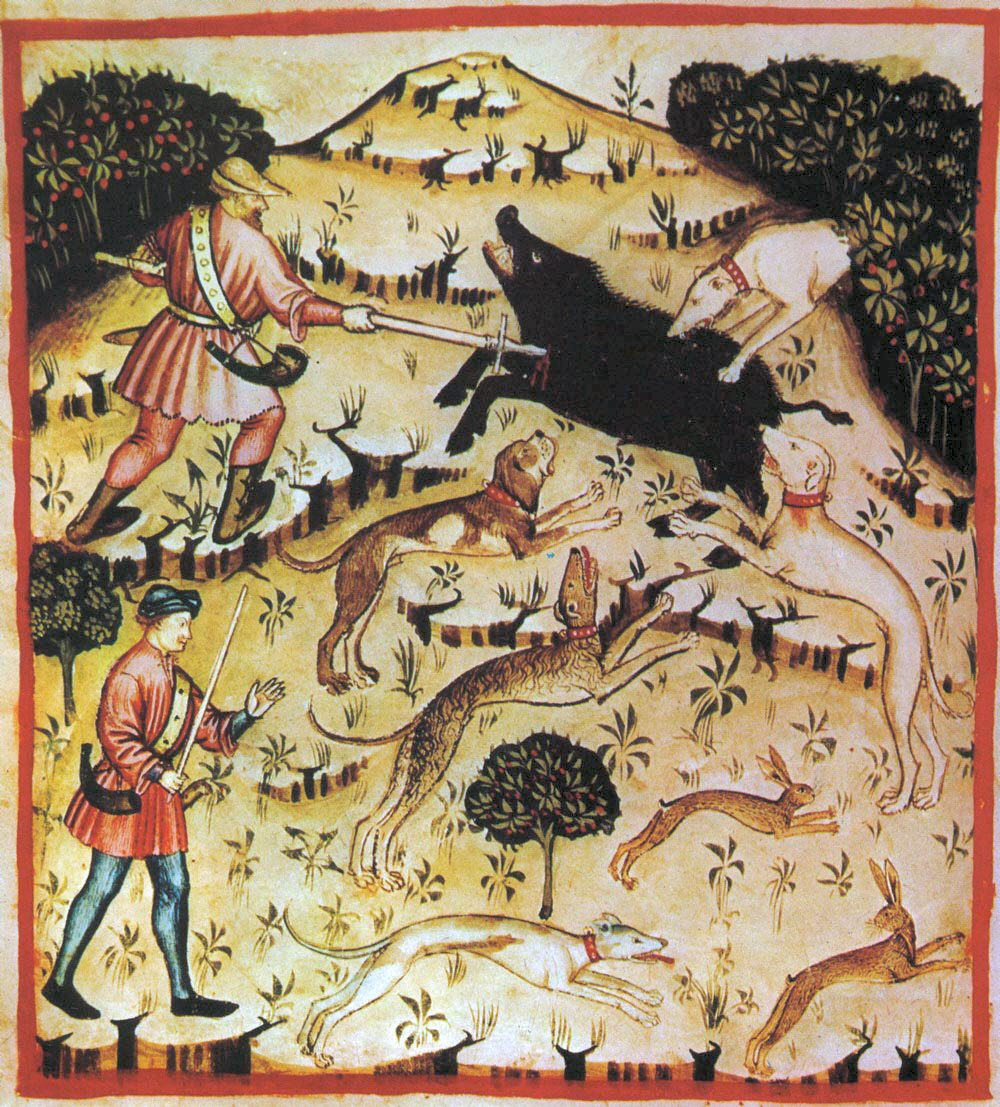
Một cảnh săn lợn rừng bằng chó săn

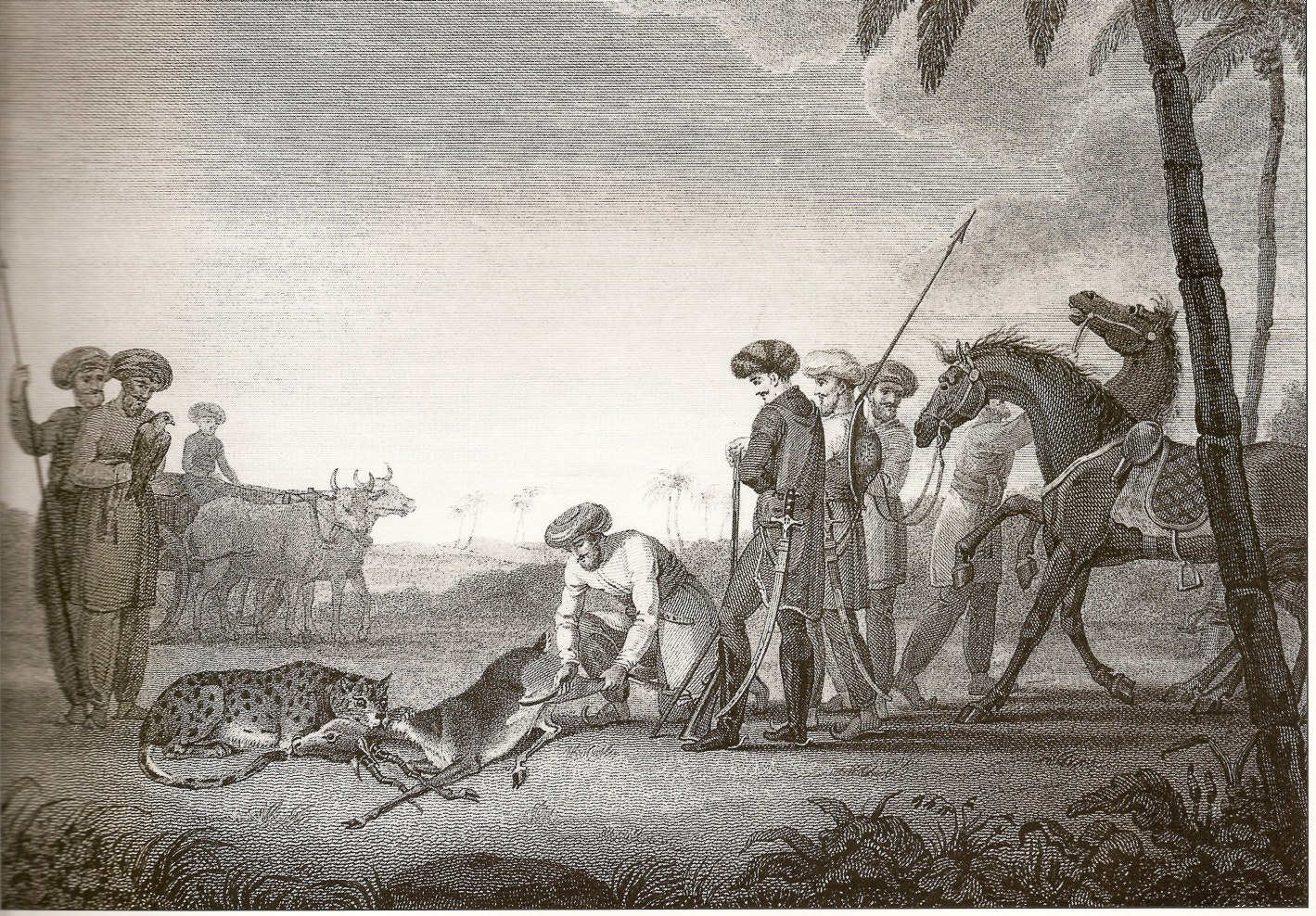
Quý tộc đế quốc Mogul săn linh dương đen Ấn Độ cùng với báo săn châu Á

Săn là hành động giết hay bẫy bất kỳ loài động vật nào, hoặc là đuổi theo để làm thế. Con người thường hay săn các loài động vật hoang dã nhằm bổ sung thực phẩm, tiêu khiển hay trao đổi. Theo cách sử dụng ngày nay thì săn bắt hợp pháp khác với săn trộm, là việc bẫy, bắt hay giết các loài động vật trái phép. Những loài động vật bị săn thường được xem là thú săn, gồm các loài động vật có vú và các loài chim.
Săn cũng có thể là một hình thức kiểm soát động vật gây hại. Những lời biện hộ cho việc săn khẳng định rằng nó có thể là một yếu tố cần thiết trong việc kiểm soát động vật hoang dã thời hiện đại, ví dụ như giúp duy trì số lượng các động vật khỏe mạnh trong một không gian  sinh thái môi trường, khi mà những động vật săn mồi giảm đi. Tuy nhiên, săn cũng gây nguy hiểm và làm tuyệt chủng nhiều loài động vật.
Việc bắt rồi thả, hay bắt làm thực phẩm đối với các loài cá được gọi là ngư nghiệp, và thường không được xếp vào các hình thức săn.
Việc theo dấu và giành được một mục tiêu khó tìm một cách khéo léo đã làm cho từ "săn" trở thành một tiếng lóng, chẳng hạn như "săn kho báu", "săn món hời"…

## Lịch sử

### Thời kỳ đồ đá cũ

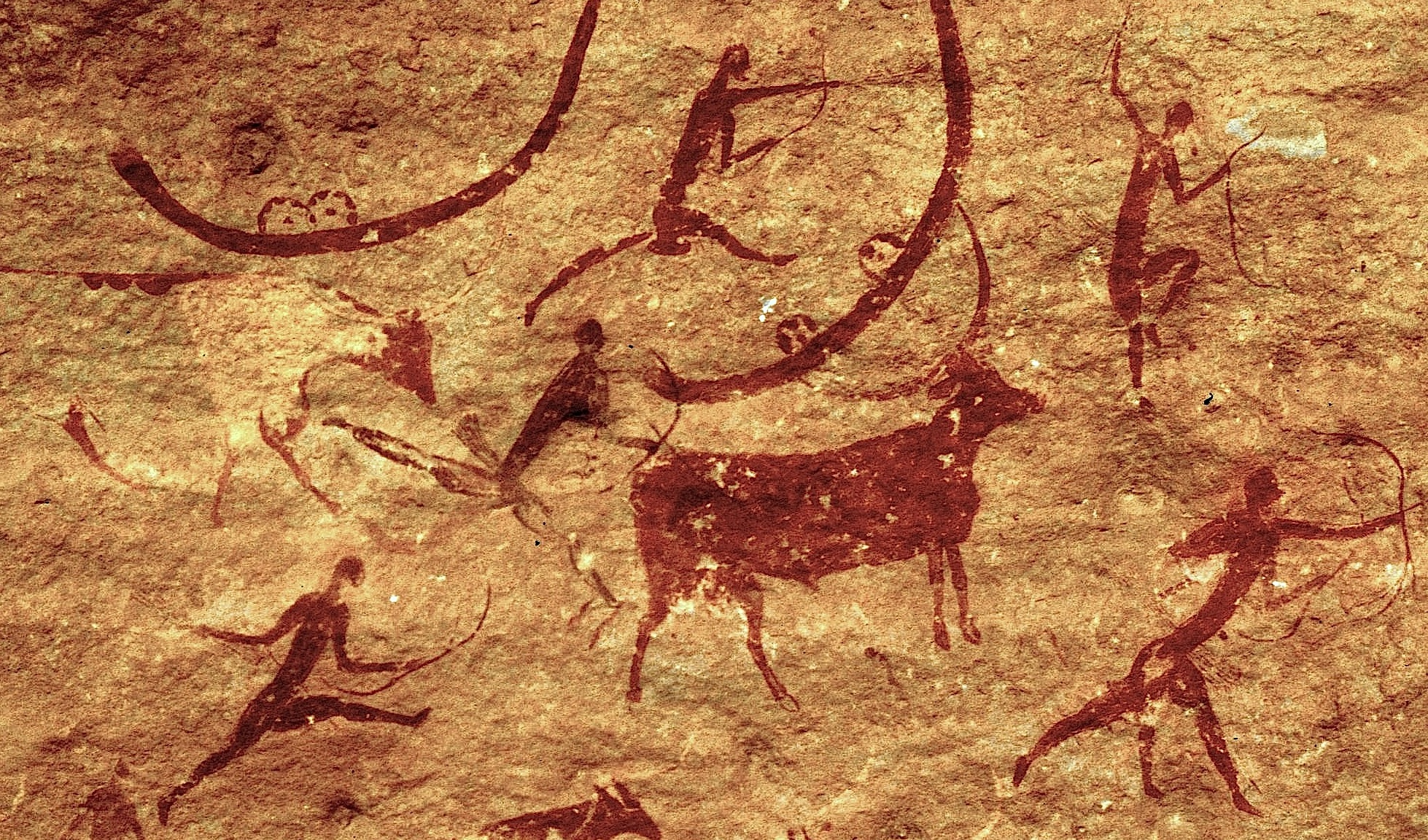
Tranh vẽ trên đá ở sa mạc Sahara

Đi săn có một lịch sử lâu đời và có lẽ trước cả sự trỗi dậy của loài homo sapiens. Trong khi mà tổ tiên họ người sớm nhất của chúng ta có lẽ vẫn còn thuộc loài ăn quả hay ăn tạp, thì có bằng chứng cho thấy rằng chủng loài homo trước đó, có khả năng là australopithecine, săn những động vật lớn hơn để tồn tại. Những bằng chứng ở phía tây Kenya cho rằng việc đi săn có lẽ đã diễn ra khoảng hai triệu năm trước.
Hơn nữa, bằng chứng tồn tại cho thấy rằng việc đi săn có lẽ là một trong những nhân tố dẫn đến sự tuyệt chủng của các loài động vật lớn thế Holocen và được thay thế bởi các động vật ăn cỏ nhỏ hơn. Sự tuyệt chủng của động vật lớn ở Bắc Mỹ trùng với sự kiện Younger Dryas, làm cho việc đi săn có khả năng không phải là nhân tố quan trọng của sự tuyệt chủng các loài như người ta đã từng nghĩ trước đó. Tuy nhiên, ở những nơi khác, chẳng hạn như ở Úc, con người được cho là đóng một vai trò rất quan trọng trong sự tuyệt chủng các loài động vật lớn ở Úc do sự chiếm giữ không gian sống cho mình.
Họ hàng gần nhất với con người còn tồn tại là hai loài tinh tinh: tinh tinh thông thường (Pan troglodytes) và bonobo (Pan paniscus). Tinh tinh thông thường là loài ăn tạp và có thói quen săn mồi theo đàn, thường là do con đực đầu đàn chỉ huy. Tinh tinh bonobo cũng được cho là có tham gia săn theo đàn, nhưng chủ yếu vẫn là loài ăn quả.
Trong khi việc loài người đã sớm là thợ săn là không còn nghi ngờ gì nữa, sự quan trọng của điều này là sự nổi bật của chủng loài homo từ chủng loài Australopithecine, bao gồm sự chế tạo các công cụ bằng đá và sau đó là sử dụng lửa. Với sự hình thành ngôn ngữ, văn hóa, và tôn giáo, đi săn đã trở thành chủ đề của các câu truyện và thần thoại, cũng như các nghi lễ chẳng hạn như múa và hiến tế động vật.
Đi săn là một yếu tố quan trọng trong xã hội săn bắt và hái lượm trước khi có sự thuần hóa gia súc và sự khởi đầu của nông nghiệp, bắt đầu khoảng 11000 năm trước. Cho đến thời kỳ đồ đá giữa, các chiến thuật đi săn đã trở nên đa dạng hóa hơn với sự phát triển của cung vào 18000 năm trước và sự thuần hóa loài chó vào khoảng 15000 năm trước. Có bằng chứng hóa thạch cho thấy việc sử dụng giáo để đi săn ở châu Á vào khoảng xấp xỉ 16200 năm trước.

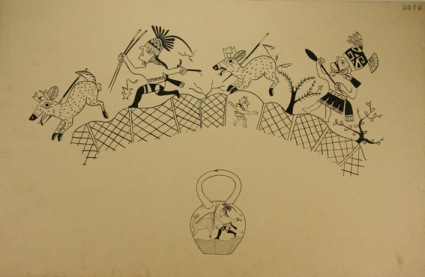
Cảnh săn hươu thời kỳ Moche, bộ sưu tập bảo tàng Larco tại Lima, Peru.

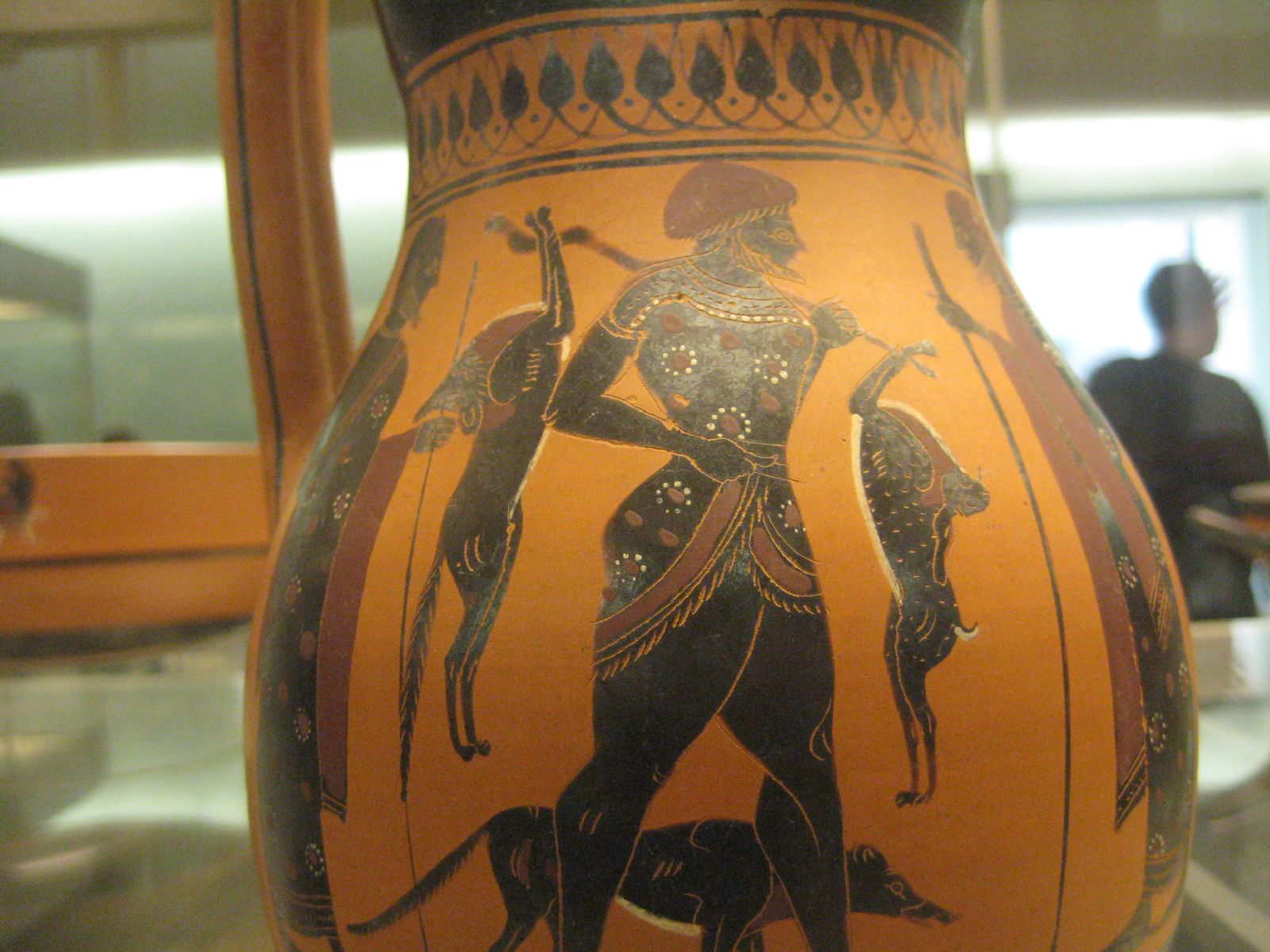
Đồ gốm Hy Lạp cổ đại mô tả sự trở về của thợ săn cùng với chú chó của ông. Được làm ở Athens và khoảng năm 550 – 530 trước Công nguyên, được tìm thấy ở Rhodes.

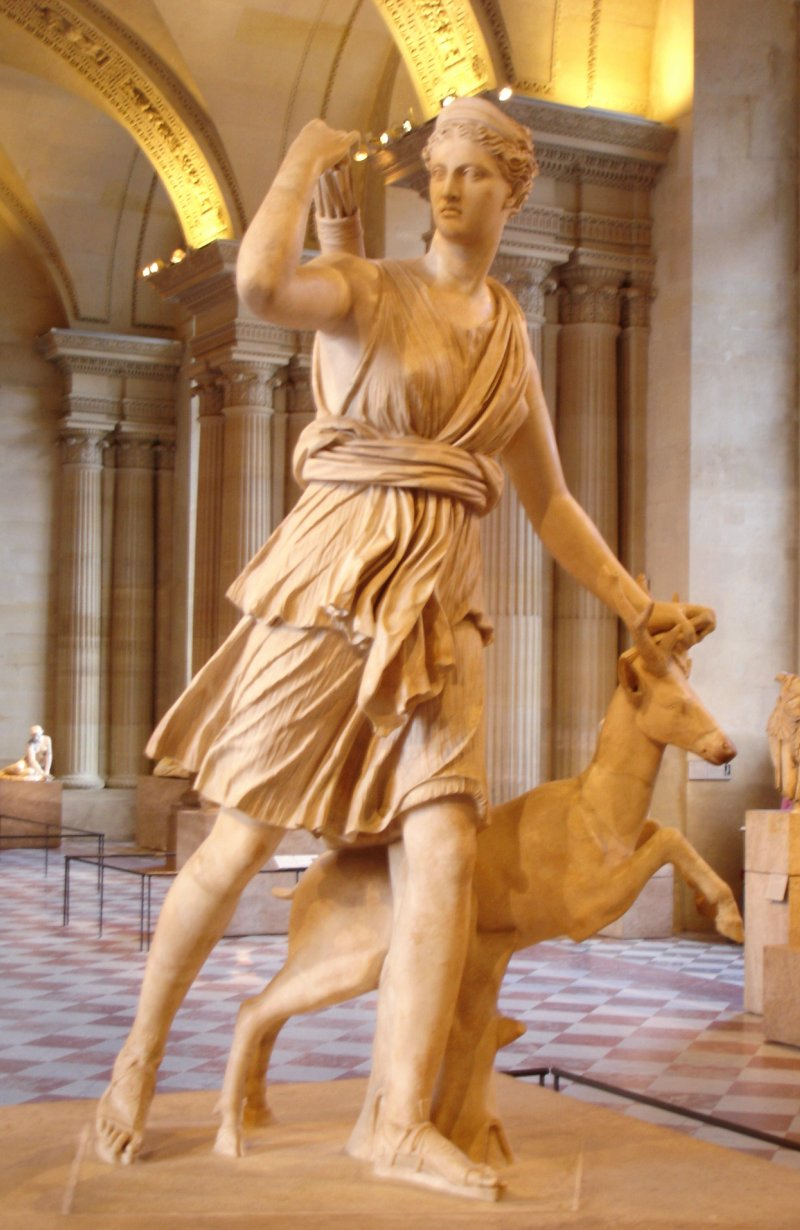
Artemis và con hươu cái, bản sao thời La Mã cổ đại của bức điêu khắc thời Hy Lạp cổ đại, vào khoảng năm 325 trước Công nguyên.

Nhiều loài động vật đã bị săn xuyên suốt lịch sử. Người ta cho rằng ở Bắc Mỹ và lục địa Á Âu, tuần lộc có lẽ là chủng loài quan trọng duy nhất trong cả nền văn hóa nhân loại về việc săn bắt, dù rằng sự quan trọng của những chủng loài khác nhau tùy thuộc và vị trí địa lý.
Kiểu sống săn bắt và hái lượm vẫn còn tồn tại khá phổ biến ở một vài nơi tại Tân Thế giới, Châu Phi hạ Sahara, Xibia, cũng như ở toàn bộ Úc, cho đến thời đại khám phá của người châu Âu. Hiện tai vẫn còn những xã hội kiểu bộ lạc, nhưng đang giảm đi nhanh chóng. Những người mà vẫn còn duy trì tập quán săn bắt và hái lượm cho đến gần đây bao gồm người dân bản địa ở Amazon, một số ở Trung và Nam Phi (người San), một số ở New Guinea (người Fayu), người Mlabri ở Thái Lan và Lào, người Vedda ở Sri Lanka, và rất nhiều bộ lạc chưa được biết đến. Ở Châu Phi, những người vẫn còn săn bắt và hái lượm cả ngày còn lại là người Hadza ở Tanzania.

#### Sự phê phán
Nhà khảo cổ học Louis Binford phê phán ý tưởng cho rằng những sinh vật họ người và những con người đầu tiên đều là thợ săn. Dựa trên nền tảng của phân tích phần xương còn lại của những động vật bị ăn thịt, ông kết luận rằng những sinh vật họ người và những con người đầu tiên hầu hết đều là những động vật ăn xác thối chứ không phải thợ săn, và ý tưởng này khá phổ biến trong giới khảo cổ học và nghiên cứu nhân loại thời cổ. Robert Blumenschine đề xuất ý tưởng "đương đầu và cướp xác", là thách thức và đuổi các loài thú săn mồi khác đi sau khi chúng giết con mồi, mà ông cho rằng có thể là phương pháp chính nhằm lấy được nguồn thịt giàu protein bởi những con người đầu tiên.

#### Tính cổ xưa
Kể cả khi sư thuần hóa động vật trở nên tương đối phổ biến và sau khi nông nghiệp đã phát triển, việc đi săn vẫn là một nguồn cung cấp thực phẩm quan trọng cho con người. Ngoài thịt ra, việc đi săn còn cung cấp các vật liệu, chẳng hạn như xương để làm vật dụng, gân để làm thừng chão,lông, lông vũ, da để làm quần áo. Những vũ khí đi săn sớm nhất của con người bao gồm đá, giáo, dụng cụ ném giáo, và cung tên. Việc đi săn vẫn là điều sống còn ở những nơi có khí hậu khô hạn, đặc biệt là những nơi không thích hợp cho chăn nuôi hay trồng trọt. Ví dụ như người Inuit ở vùng Bắc Cực hay bẫy và săn động vật để làm quần áo và lấy da của động vật có vú ngoài biển để làm thuyền kayak, quần áo và giày dép.

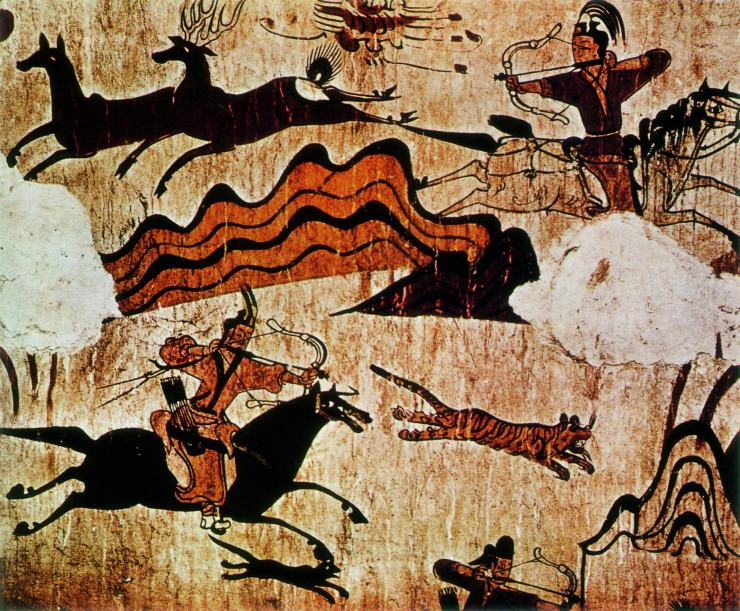
Cảnh săn bắt trong Quần thể lăng mộ Cao Câu Ly.

Trên những hình chạm khắc cổ đại, đặc biệt là từ nền văn minh Lưỡng Hà, những vị vua thường được mô tả là những thợ săn các động vật lớn chẳng hạn như sư tử và thường là đang đi săn trên những cỗ xe ngựa chiến. Tầm quan trọng về mặt văn hóa và tâm lý của việc đi săn ở những xã hội thời cổ thường được đại diện bởi những vị thần, chẳng hạn như thần có sừng Cernunnos và những nữ thần mặt trăng trên các cổ vật, Artemis trong thần thoại Hy Lạp và Diana trong thần thoại La Mã.
Với sự thuần hóa các loài chó, chim săn mồi và chồn sương, những hình thức hỗ trợ đi săn bằng động vật đã phát triển, bao gồm sử dụng chó để đánh hơi, quan sát; sử dụng chim ưng; chồn sương. Trong khi những hình thức này thường đi kèm với săn bắt thời Trung Cổ, nhiều giống chó đã được chọn để thực hiện những việc quan trọng trong lúc đi săn.

### Chăn nuôi và nông nghiệp

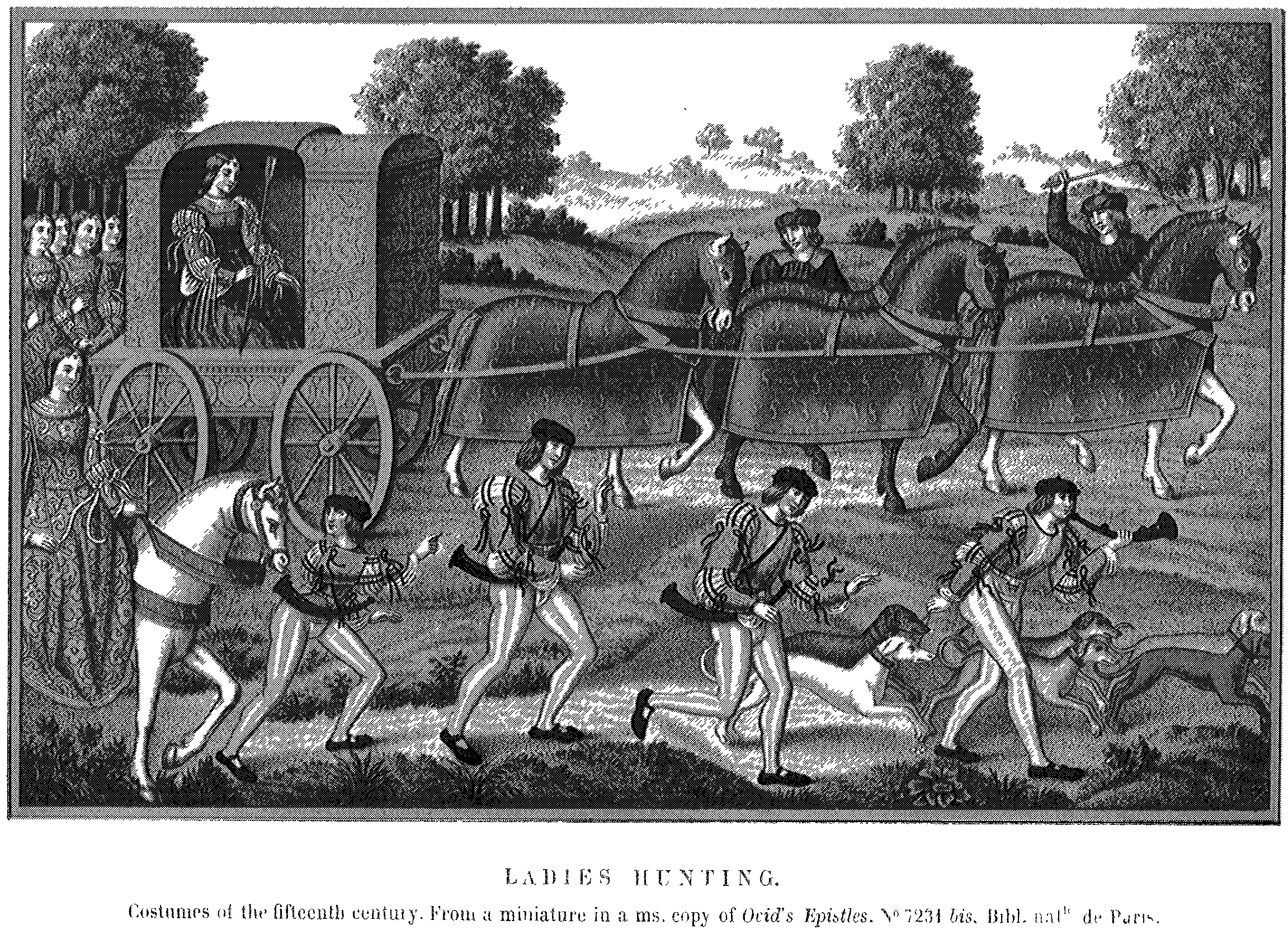
Phụ nữ đi săn vào thế kỷ 15.

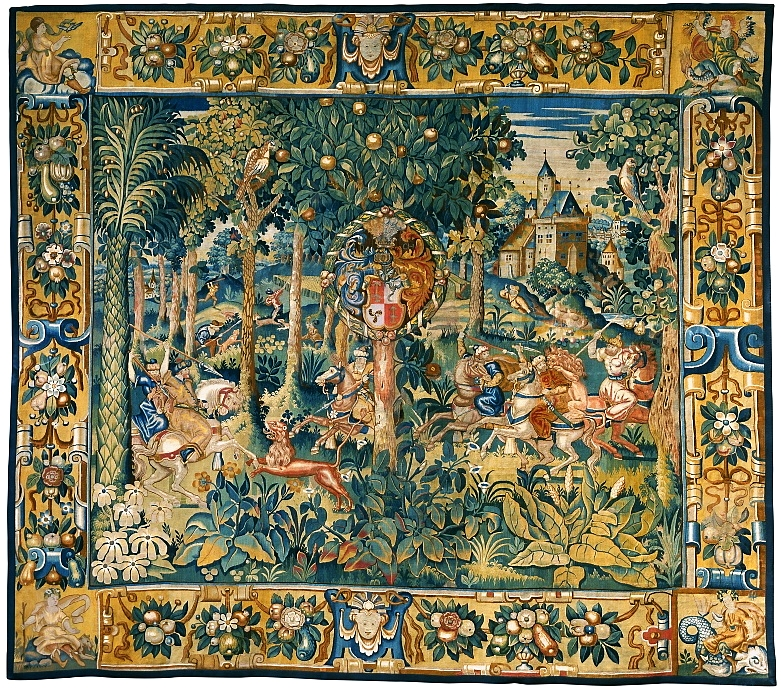
Thảm thêu với cảnh săn bắn, thế kỷ 16.

Kể cả khi nông nghiệp và công việc chăn nuôi đã trở nên phổ biến hơn, việc đi săn vẫn thường tồn tại như một phần của văn hóa loài người ở nơi mà điều kiện xã hội và môi trường cho phép. Những xã hội săn bắt và hái lượm vẫn duy trì, kể cả khi hạn chế ở những nơi khô hạn. Và bên trong hệ thống nông nghiệp, săn bắt là nhằm giết những động vật mà hay săn các động vật thuần hóa hay hoang dã khác, hoặc là cố gắng tuyệt diệt những động vật mà con người cho là cạnh tranh các nguồn tài nguyên chẳng hạn như nước và cỏ cho gia súc.
Khi việc săn bắt chuyển từ mục đích tồn tại sang một hoạt động xã hội thi có hai xu hướng nảy sinh
1. Sự phát triển của vai trò các thợ săn chuyên nghiệp, với phương pháp huấn luyện và trang thiết bị đặc biệt
2. Đưa săn bắt trở thành một môn "thể thao" cho tầng lớp thượng lưu của xã hội

Nghĩa của chữ "game" trong tiếng Anh thời Trung cổ đã "tiến hóa" để chỉ một con vật bị săn. Khi thú săn trở nên xa xỉ hơn mức cần thiết, các phương pháp truy đuổi theo kiểu cách cũng trở thành một sự xa xỉ. Săn bắt kiểu nguy hiểm, chẳng hạn như sư tử hay heo rừng, thường được áp dụng trên lưng ngựa hay trên một cỗ xe, cũng có cùng chức năng với các giải đấu hay các môn thể thao dành cho nam giới. Săn bắt được xếp hạng là một kiểu giải trí danh giá, có phần nào cạnh tranh để giúp giới quý tộc tập luyện kỹ năng chiến đấu trong thời bình.
Tại hầu hết các nơi ở châu Âu thời Trung cổ, tầng lớp thượng lưu có những đặc quyền được săn bắt trong các khu vực của một lãnh thổ phong kiến. Thú săn ở những khu vực này được sử dụng làm nguồn thực phẩm và lông, thường được chia đều cho các thợ săn chuyên nghiệp, nhưng cũng được trông chờ làm một hình thức giải trí cho giới quý tộc. Sự quan trọng của quan điểm độc quyền thú săn có thể được thấy trong các giai thoại về Robin Hood, mà ở đó những người ngoài vòng pháp luật thường bị buộc tội chính là "săn nai của nhà vua". Trái lại, những người định cư ở những thuộc địa Anglophone thì tôn vinh sự săn bắt một cách dân chủ.

### Việc sử dụng loài chó
Dù rằng nhiều loài động vật đã được sử dụng nhằm hỗ trợ thợ săn, chẳng hạn như chồn sương, không có loài nào quan trọng bằng loài chó. Sự thuần hóa của chúng đã dẫn đến mối quan hê cộng sinh mà sự độc lập của chó từ con người là được chiều theo. Dù loài chó có thể sống độc lập khỏi con người, và trong nhiều trường hợp, khi mà cơn đói không phải là nhân tố chính buộc chúng phải tuân theo sự kiểm soát của con người để có được chỗ ở, thức ăn và sự chăm sóc.

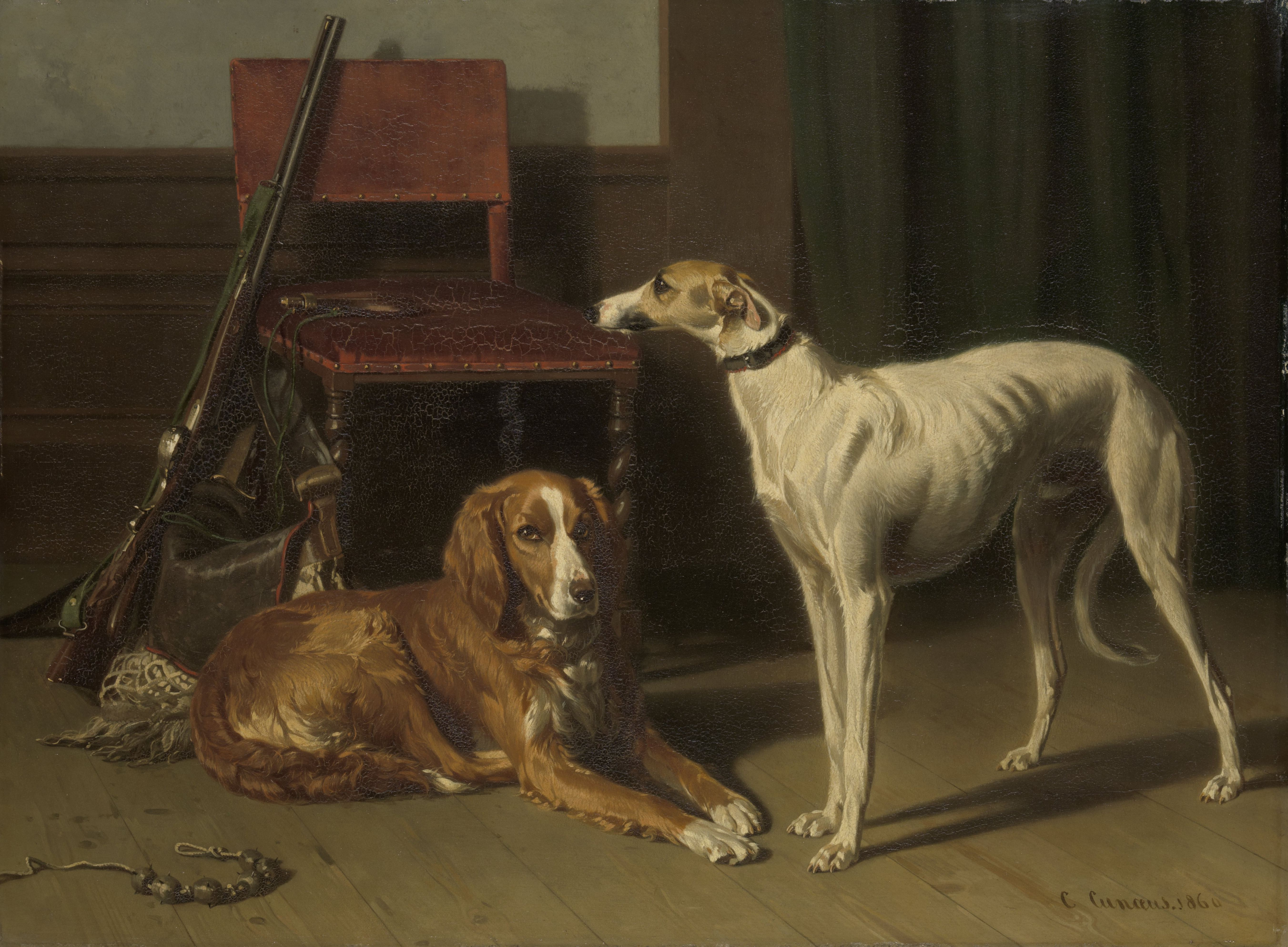
Hunting companions, tranh vẽ Hà Lan thế kỷ 19 mô tả 2 chú chó, Shotgun súng săn và túi đựng mồi.

Ngày nay chó được dùng để tìm, truy đuổi, nhặt mồi và đôi khi giết thú săn. Chó đi săn giúp con người bám theo và giết những thú săn khó hay nguy hiểm. 
Việc săn bắt động vật có vú hoang dã với chó ở Anh và Wales đã bị cấm theo đạo luật săn bắt 2004. Động vật có vú hoang dã bao gồm cáo, thỏ đồng, hươu nai và chồn nâu. Tuy nhiên vẫn có một số ngoại lệ của đạo luật này cho phép đi săn với chó.

## Những truyền thống văn hóa

### New Zealand
New Zealand có một truyền thống văn hóa về săn bắt khá mạnh mẽ. Những hòn đảo tạo nên New Zealand ban đầu không có bất kỳ động vật có vú nào trừ loài dơi. Tuy nhiên, khi những người châu Âu đến, các loại thú săn được đưa vào New Zealand nhằm làm nguồn tài nguyên săn bắn. Các loại hươu, lợn, dê, thỏ đồng, linh dương, dê núi đều thích nghi tốt với địa hình ở New Zealand, và vì không có các loại thú săn mồi khác, nên số lượng chúng tăng đáng kể. Các cơ quan chính quyền xem những loài động vật này là có hại do ảnh hưởng của chúng lên môi trường tự nhiên và năng suất nông nghiệp, nhưng các thợ săn thì xem chúng như một nguồn lợi.

### Shikar (Tiểu lục địa Ấn Độ)

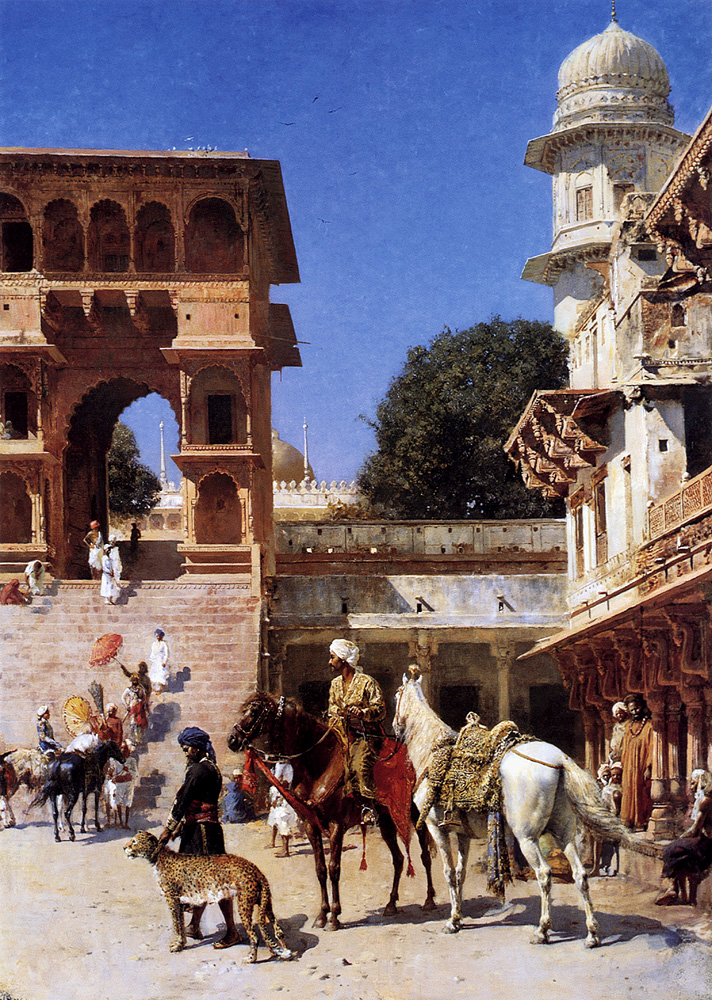
Departure for the hunt, tranh của Weeks Edwind.

Một nhóm Shikar ở Mandalay, Myanmar.

Trong suốt thời phong kiến và thuộc địa ở Ấn Độ thuộc Anh, săn bắt được xem là một môn thể thao vương giả ở các tiểu vương quốc, khi mà nhiều maharaja và nawab, cũng như các sĩ quan người Anh đều duy trì một nhóm shikaris (thợ săn thú lớn), thường là những thợ săn bản địa chuyên nghiệp. Họ thường được dẫn dắt bởi một bậc thầy săn bắt, là người có danh hiệu là mir-shikar. Họ thường tuyển người từ các bộ lạc tầng lớp thấp vì đó là những người có kiến thức truyền thống về môi trường và kỹ thuật săn bắt. Với những thú săn lớn, chẳng hạn như hổ Bengal, người ta thường cưỡi voi khi đi săn.
Chuẩn mực xã hội theo vùng thường trái ngược với việc săn bắt, trong khi mà ở một số vùng, chẳng hạn như ở Bishnoi, người ta thường nhấn mạnh đặc biệt việc bảo tồn các loài động vật đặc thù, như tuần lộc chẳng hạn. Đạo luật bảo vệ động vật hoang dã năm 1972 ở Ấn Độ cấm việc giết tất các động vật hoang dã. Tuy nhiên, Trưởng giám sát thì có thể được phép nếu chứng minh được là loài động vật đó nằm trong nhóm gây nguy hiểm cho con người, hoặc là nó bị thương tật hay mắc bệnh và không thể phục hồi được nữa. Trong trường hợp này, bất kỳ động vật nào bị giết hay bị thương đều là tài sản của chính quyền.

### Safari
Safari, theo tiếng Swahili có nghĩa là "một hành trình dài", đặc biệt là ở châu Phi thì nó được định nghĩa là một chuyến đi bộ.

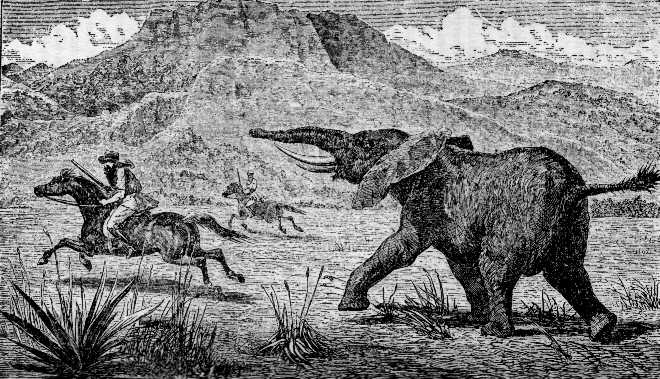
Nhà thám hiểm và thợ săn Samuel Baker bị một con voi đuổi theo

Safari theo nghĩa về săn bắt được phổ biến bởi nhà văn người Mỹ Ernest Hemingway và tổng thống Theodore Roosevelt. Một chuyến safari có thể là một chuyến đi săn và ngày hay kể cả vài tuần, cắm trại ở trong rừng cây bụi hay rừng rậm, trong khi đang truy tìm thú săn lớn. Ngày nay, safari thường được sử dụng để mô tả những chuyến du lịch qua các công viên quốc gia ở châu Phi để ngắm cảnh hay săn bắt.
Thợ săn thường là những du khác, đồng hành cùng những thợ săn chuyên nghiệp có giấy hành nghề, hướng dẫn viên địa phương, phu khuân vác ở những nơi có địa hình hiểm trở. Một dạng safari khác được gọi là safari một mình, khi mà việc lấy giấy phép, dò tìm, chuẩn bị mọi thức đều tự thợ săn thực hiện.

### Nước Anh

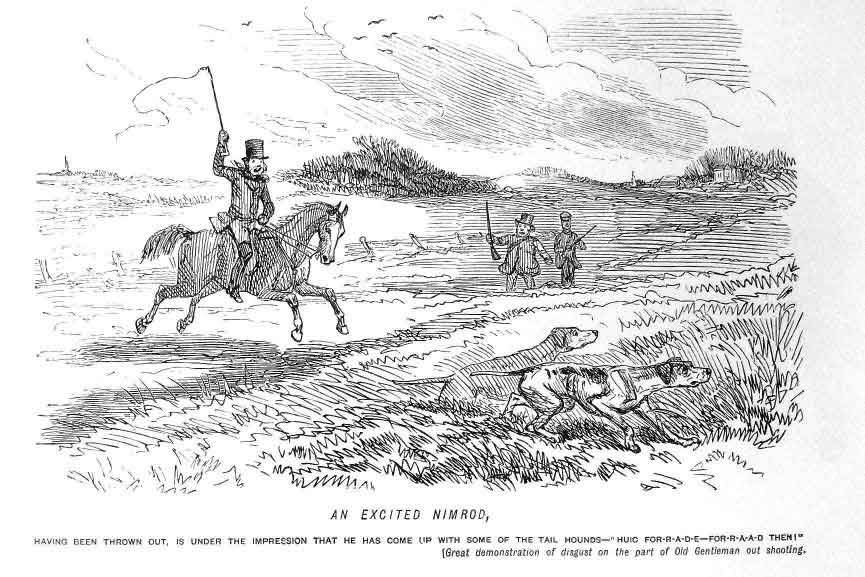
Fox hunting in 1850s England

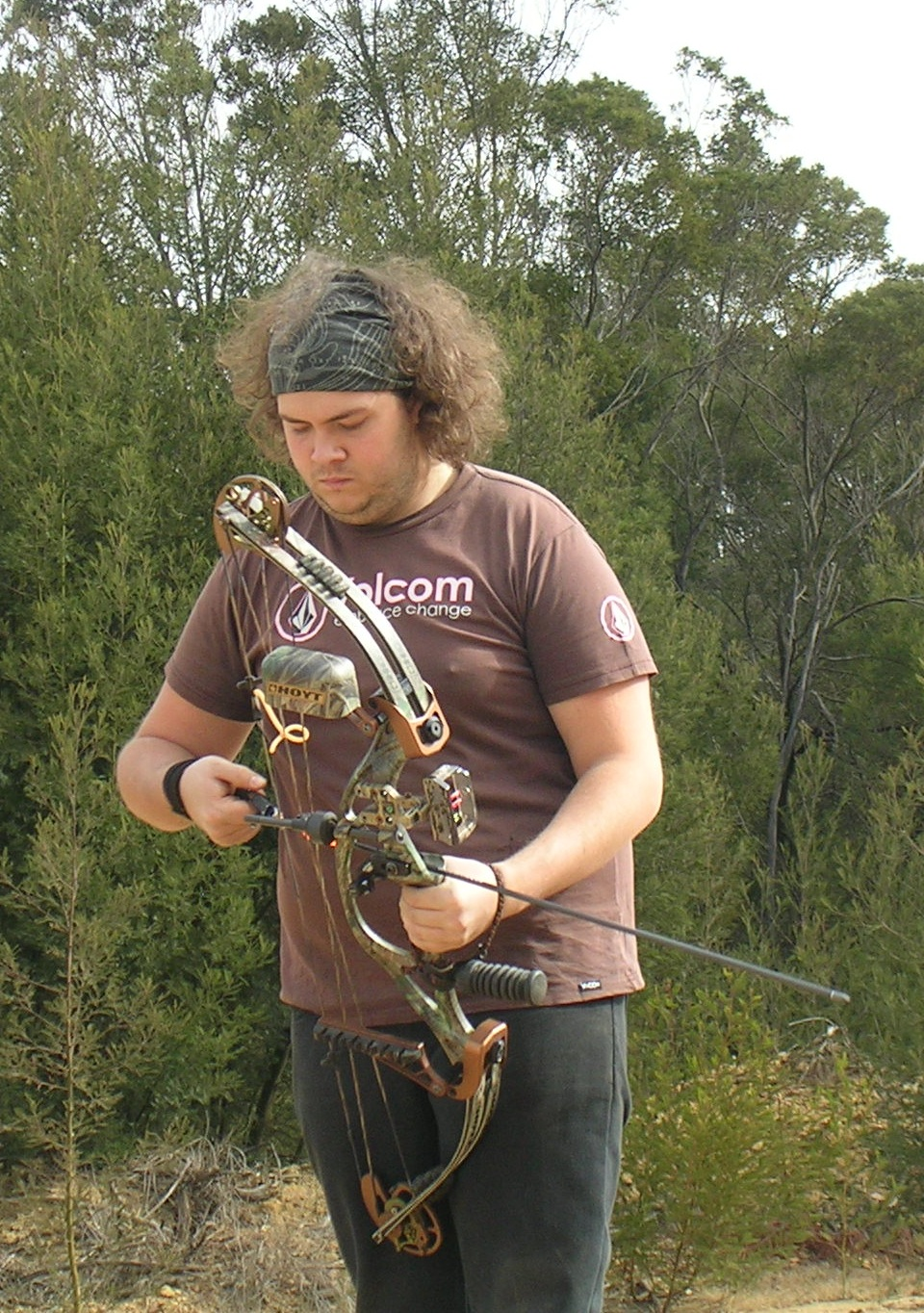
Thợ săn với cung hiện đại

Săn cáo trên lưng ngựa cùng với chó săn là kiểu săn bắt gắn liền chặt chẽ với nước Anh; thật sự, "săn bắt" không chuyên môn thường là săn cáo. Ban đầu, đây chỉ là một hình thức kiểm soát động vật gây hại nhằm bảo vệ gia súc. Sau đó nó đã trở thành một hoạt động xã hội phổ biến của tầng lớp thượng lưu giàu có mới ở thời Victoria và là một hoạt động truyền thống ở vùng nông thôn.Tương tự với các hình thức săn cáo, cũng có các hình thức săn thỏ đồng. Nhiều loại chó săn chó thể được sử dụng nhằm hỗ trợ người đi săn. Chúng có thể đánh hơi, theo dấu con mồi, truy đuổi…Vài loài chó săn cáo cũng có thể được sử dụng để săn hươu, nai, hay Chồn nâu châu Mỹ. Săn hươu bằng súng trướng có thể không cần chó săn mà chỉ ẩn nấp.
Những hình thức săn bắt này đã gây tranh cãi ở Anh. Những người bảo vệ động vật tin rằng săn bắt chỉ gây đau đớn không cần thiết tới các loài cáo, ngựa và chó săn. Những người đồng tình thì lại nói rằng đó là văn hóa và còn có thể quan trọng về kinh tế. Việc sử dụng chó để truy đuổi động vật có vú hoang dã trở nên trái phép vào tháng 2 năm 2005 theo Luật săn bắn 2004; vẫn có một số ngoại lệ khi đi săn với chó săn, nhưng cấm tất cả khi săn thỏ đồng.
Sử dụng súng
Với các loài chim, đặc biệt là gà lôi, người ta thường dùng súng săn cho mục đích thể thao ở Anh; Hiệp hội săn bắn và bảo tồn ở Anh nói rằng mỗi năm hơn một triệu người tham gia săn bắn, bao gồm săn thú, bắn mục tiêu di động và bắn bia.
Sử dụng súng đi săn ở Anh thì khác với việc săn bắt truyền thống, ít phải tìm kiếm thú săn, vì mỗi năm có khoảng 35 triệu con chim được thả ra nhằm phục vụ săn bắn, một số từ các nông trại. Sử dụng súng có thể khá công phu khi phải đặt đúng vị trí và cần người hỗ trợ để giúp nạp đạn cho súng săn.

### Hoa Kỳ

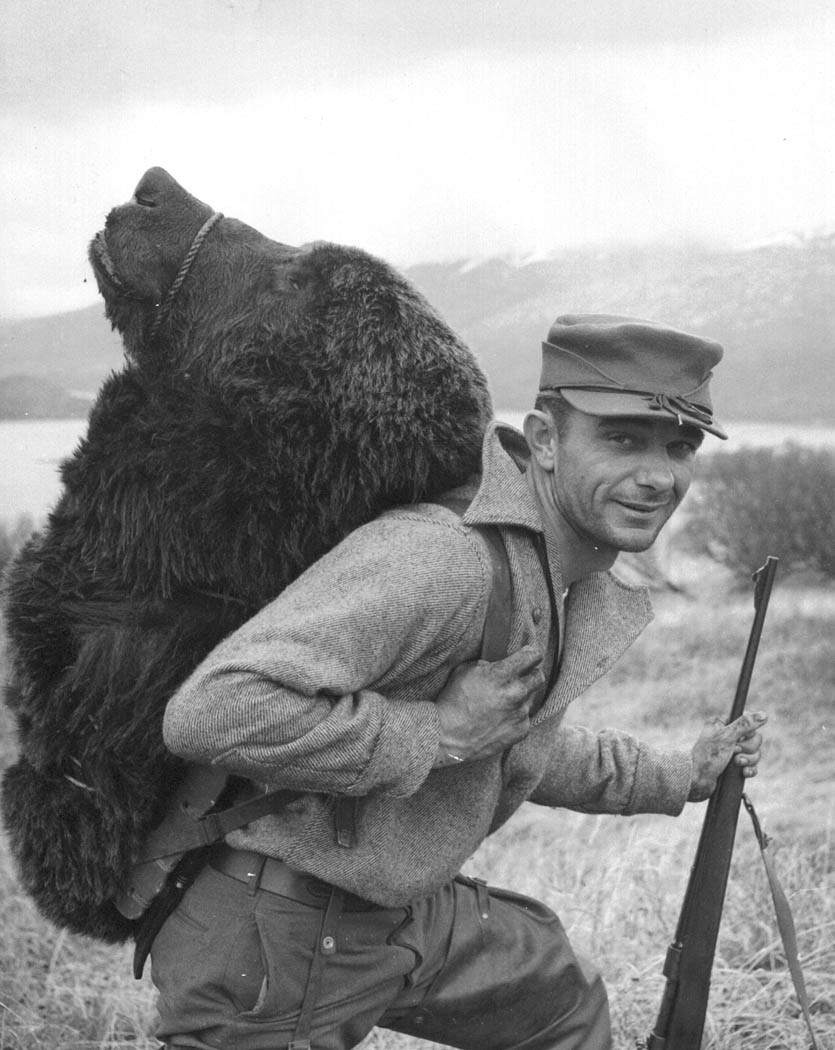
Thợ săn mang đầu của một con gấu làm chiến lợi phẩm

Việc săn bắt ở Bắc Mỹ đã xuất hiện trước Hoa Kỳ hàng ngàn năm và là một phần quan trọng của nhiều nền văn hóa của thổ dân châu Mỹ tại Hoa Kỳ thời kỳ tiền Colombo. Ngày nay họ vẫn còn một số quyền săn bắt và được miễn một số luật như một phần của hiệp ước Indian, mặt khác vẫn phải tuân thủ luật liên bang. Ví dụ như những luật về lông vũ của đại bàng và những ngoại lệ trong luật bảo vệ động vật có vú ngoài biển. Điều này được xem là đặc biệt quan trọng với những cộng đồng người Alaska bản địa.
Săn bắt thường được quy định bởi luật liên bang; những quy định bổ sung được áp đặt theo luật bảo vệ môi trường ở Hoa Kỳ với trường hợp các loài chim di trú và những loài nguy cấp. Những quy định thường thay đổi lớn giữa các bang và ảnh hưởng đến những khu vực, thời điểm, kỹ thuật và phương pháp mà theo đó những loài thú săn nào có thể được săn. Một số bang phân biệt rõ giữa những loài nguy cấp và không nguy cấp (thường là các loài gây hại nên không có quy định về săn bắt đối với chúng). Những người săn các loài nguy cấp thường được yêu cầu phải có giấy phép ở tất các bang, khi mà việc chứng nhận rằng đã hoàn tất khóa học về an toàn khi săn bắt đôi khi là được yêu cầu.
Thông thường, thú săn được chia làm vài loại vì mục đích pháp lý, như sau:
- Thú săn lớn: hươu đuôi trắng, hươu đuôi đen, nai sừng tấm châu Âu, nai sừng xám, gấu, cừu sừng lớn, linh dương sừng nhánh, lợn rừng, lợn lòi Pecari, bò rừng bison.
- Thú săn nhỏ: Thỏ, thỏ đồng, sóc, chồn Opossum, gấu mèo, nhím, chồn hôi, Bassariscus astutus, Bonasa umbellus.
- Động vật có da lông: Hải ly, cáo đỏ, chồn nâu, chồn thông, chuột xạ hương, rái cá, linh miêu đuôi cộc.
- Động vật săn mồi: Báo sư tử, báo đốm, sói xám, sói đồng cỏ.
- Các loài chim trên cạn: Scolopax, Alectoris chukar, gà lôi, chim cút, bồ câu.
- Thủy cầm: Vịt, mòng két, mergus, ngỗng, thiên nga.

Săn bắt thú săn lớn thường yêu cầu phải có các tấm thẻ kèm theo cho mỗi động vật săn được. Thẻ phải được mua cùng với giấy phép đi săn, và số thẻ phát cho mỗi cá nhân thường bị giới hạn. Trong trường hợp mà có nhiều thợ săn hơn lượng thú săn ở một loài nào đó, thẻ thường được chia theo kiểu xổ số. Thẻ cũng có thể bị hạn chế ở một khu vực đặc biệt, hay nơi bảo tồn đời sống hoang dã. Săn bắt các loài thủy cầm di trú thường yêu cầu giấy phép săn vịt (duck stamp) từ Cục Hoang dã và Cá Hoa Kỳ kèm theo giấy phép săn bắt phù hợp ở bang đó.

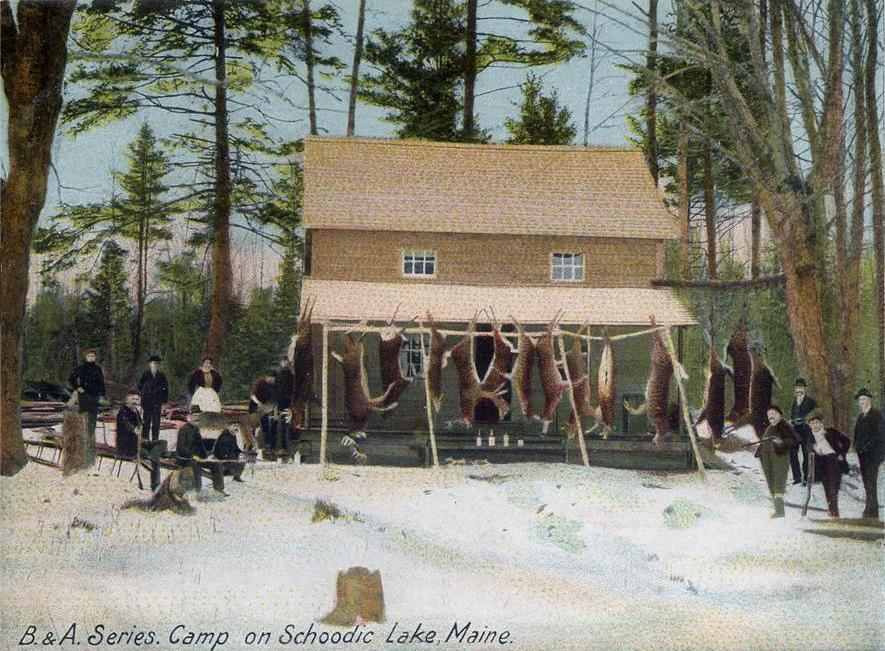
Khu trại săn bắt với hươu treo sẵn, tại hồ Schoodic, Maine, năm 1905

Săn bắt các động vật khác ngoài thú săn lớn thường bị hạn chế bởi mẻ săn (bag limit) và giới hạn sở hữu (possession limit). Mẻ săn là số lượng tối đa của một loài động vật đặc biệt mà một cá nhân được phép săn trong một ngày. Giới hạn sở hữu là số lượng tối đa của một loài động vật đặc biệt mà một cá nhân có thể sở hữu tại bất kỳ lúc nào.

#### Bắn súng
Sử dụng súng khi đi săn thường được quy định theo loại thú săn, khu vực, thời điểm. Những quy định trong việc săn bắt thú săn lớn thường ghi rõ cỡ nòng và động năng nòng súng tối thiểu khi sử dụng súng. Súng trường thường bị cấm vì lý do an toàn ở những khu vực với mật độ dân số cao hay độ nổi địa hình bị giới hạn. Những quy định cũng có thể giới hạn hoặc cấm sử dụng đạn chì bởi vì các lý do liên quan đến môi trường. Những mùa săn đặc biệt dành cho cung tên hay súng kiểu nạp đạn ngoài nòng thường được tổ chức nhằm giới hạn sự cạnh tranh của những thợ săn mà sử dụng các vũ khí hiệu quả hơn.

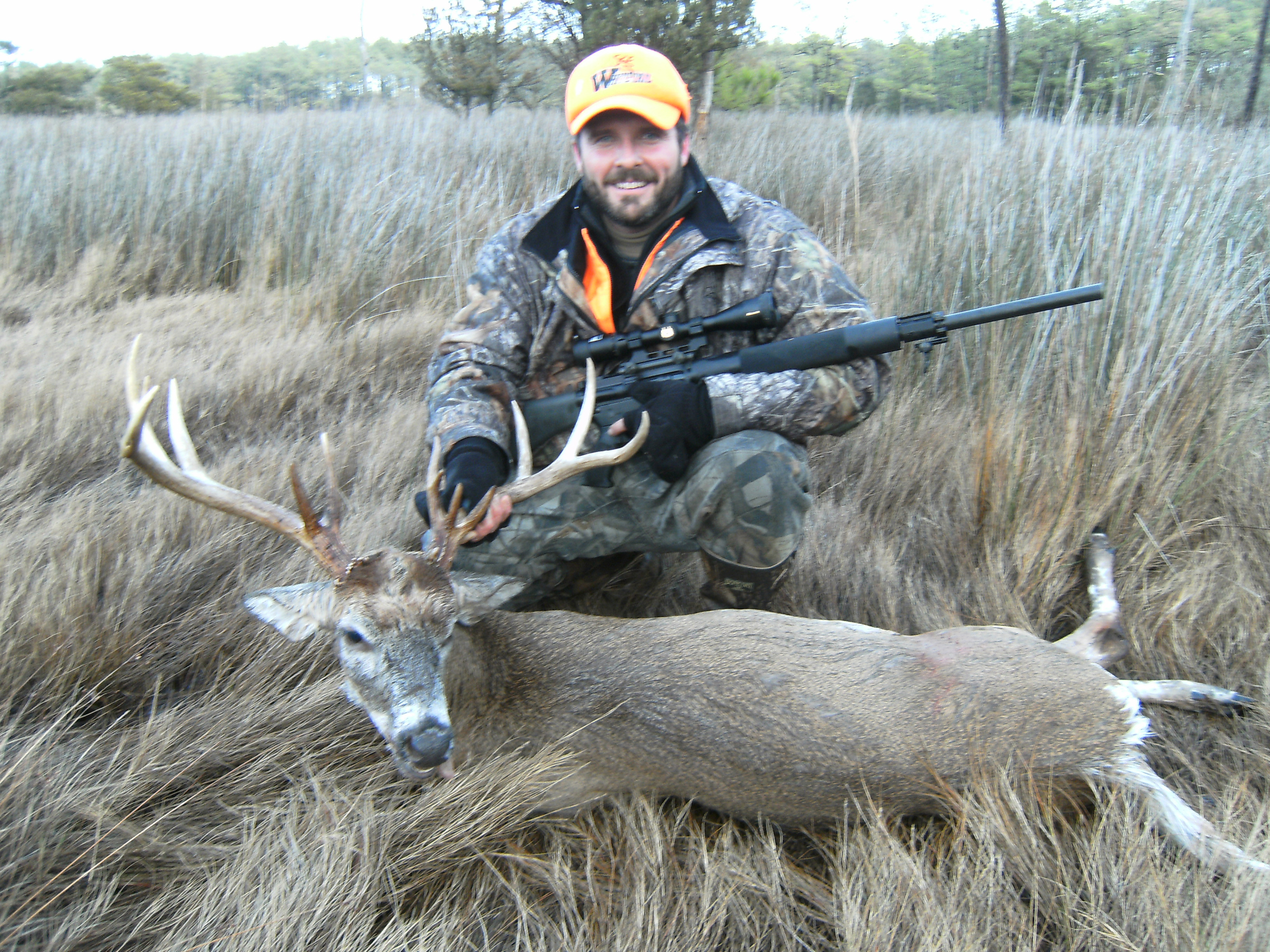
Săn hươu đuôi trắng ở Quận Accomack, Virginia

Săn bắt ở Hoa Kỳ thường không liên quan đến tầng lớp hay văn hóa; một cuộc thăm dò ý kiến năm 2006 cho thấy 78% người Mỹ ủng hộ việc săn bắt hợp pháp, dù rằng chỉ có tương đối ít người thật sự đi săn. Vào đầu thế kỷ 21, chỉ có 6% người Mỹ là đi săn. Những người miền Nam ở các bang dọc theo các vùng ven biển phía Đông săn bắt với tỷ lệ khoảng 5%, hơi thấp hơn sơ với tỷ lệ trung bình cả nước. Và khi mà săn bắt vẫn còn phổ biến hơn ở các vùng miền Nam khác, với tỷ lệ 9%, thì vẫn không qua được so với các bang ở vùng đồng bằng, với tỷ lệ là 12% ở miền Trung Tây. Còn đối với những vùng khác thì tỷ lệ này thấp hơn trung bình cả nước. Nói chung, vào thời điểm từ năm 1996 – 2006, số thợ săn trên 16 tuổi giảm xuống khoảng 10%, có thể là do một số nhân tố bao gồm mất môi trường sống và sự thay đổi thói quen giải trí.

#### Các loại súng dùng để đi săn
Tại Hoa Kỳ, trước khi đi săn bạn cần phải đến các cơ quan chức năng để xin giấy phép sử dụng súng săn. Hiện tại có rất nhiều loại súng săn có thể sở hữu. Tuy nhiên phổ thông nhất vẫn là ba loại súng cơ bản sau:
- CO2: Loại này sử dụng khí co2 được nén trong một bình gắn vào súng để làm lực đẩy viên đạn. Khi sử dụng súng này bạn có thể bắn liên tục khoảng 50 lần cho một bình khí nén 12 gram.
- Spring: Loại súng này sử dụng một lò xo trong nòng súng để làm lực đẩy viên đạn. Ưu điểm loại này không cần phải nạp khí, tuy nhiên sau mỗi lần bắn, bạn cần phải nạp lại lò xo.
- Pump: Một khẩu súng pump hoạt động hay shotgun là một trong đó nắm tay có thể được bơm trở lại và ra để đẩy một vòng dành đạn dược và buồng một tươi. Nó là nhanh hơn nhiều so với một bolt-action và hơi nhanh hơn so với một đòn bẩy hành động, vì nó không đòi hỏi các tay cò để được gỡ bỏ từ kích hoạt khi tải lại.

#### Quy định
Quy định trong săn bắt ở Hoa Kỳ bắt đầu từ thế kỷ 19. Một số thợ săn hiện đại tự xem họ là những người ủng hộ bảo vệ môi trường và tham gia thể thao theo kiểu của Theodore Roosevelt và câu lạc bộ Boone và Crokett. Những câu lạc bộ săn bắt địa phương và các tổ chức trong nước cung cấp cho thợ săn những kiến thức cần thiết và giúp bảo vệ tương lai của môn thể thao này bằng cách mua đất cho việc đi săn về sau. Một số nhóm đại diện cho những sở thích săn bắt đặc biệt, chẳng hạn nhu Duck Unlimited, Pheasants Forever, hay tổ chức Delta Waterfowl. Nhiều nhóm thợ săn cũng tham gia vào những hoạt động hành lang cho chính quyền liên bang và các bang.
Mỗi năm, gần 200 triệu $ từ tiền thuế của các thợ săn được đưa đến các cơ quan nhằm hỗ trợ các chương trình bảo tồn đời sống hoang dã, mua các khoảng đất, mở các lớp dạy kiến thức và an toàn. Kể từ năm 2934, việc bán giấy phép săn vịt (yêu cầu đối với những thợ săn trên 16 tuổi khi săn bắn các loài thủy cầm di trú) đã thu được trên 700 triệu $, giúp mua được hơn 5200000 mẫu (8100 dặm vuông; 21000 km vuông) đất nhằm hỗ trợ môi trường sống cho các loài thủy cầm, và nhiều loài động vật hoang dã khác. Các bang cũng thu tiền từ việc bán giấy phép săn bắt để hỗ trợ việc bảo tồn những loài thú săn theo chỉ định của pháp luật. Nhiệm vụ chính của nhân viên lâm nghiệp của bang và liên bang là thực thi pháp luật và quy định có liên quan đến săn bắt.

#### Săn bắt các loài gây hại
Săn bắt các loài gây hại là hình thức giết có chọn lọc những loài động vật được xem là có hại, không phải thú săn. Dù rằng không phải là hình thức kiểm soát động vật gây hại luôn luôn hiệu quả, nó vẫn có tác dụng theo kiểu chọn lọc và còn tạo sự giải trí cũng như ít bị quy định bởi pháp luật hơn. Các động vật gây hại thường chịu trách nhiệm cho những thiệt hại trên các vụ mùa, gia súc, đất đai, cơ sở hạ tầng, và thú nuôi. Một số loài, chẳng hạn như thỏ hay sóc hoang, có thể được săn lấy lông và thịt. Loài nào được xem là gây hại sẽ tùy vào tình trạng và khu vực. Chúng thường bao gồm nhiều loài gặm nhấm, sói đồng cỏ, quạ, cáo, mèo hoang, lợn hoang. Một số loài từng bị xem là động vật gây hại giờ lại được bảo vệ, chẳng hạn như sói. Ở bang Louisiana, một loài gặm nhấm ngoại là chuột hải ly đã trở nên rất nguy hiểm đối với hệ sinh thái địa phương nên chính quyền đã khởi động chương trình nhằm kiểm soát số lượng của chúng.

#### Truy đuổi công bằng

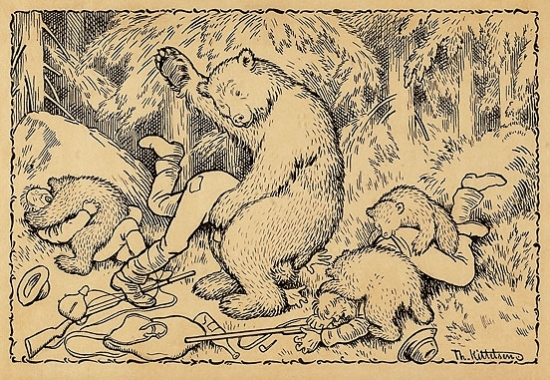
Tranh vẽ En uheldig bjørnejakt (Một cuộc săn gấu không may) của họa sĩ Theodor Kittelsen

Những nguyên tắc của việc truy đuổi một cách công bằng đã là một phần của truyền thống săn bắt ở Mỹ trong hàng trăm năm. Vai trò của người thợ săn - ủng hộ bảo tồn, phổ biến bởi tổng thống Theodore Roosevelt, và được duy trì bởi câu lạc bộ Boone và Crokett, là khởi đầu của sự phát triển truyền thống truy đuổi một cách công bằng kiểu hiện đại.
Khi săn bắt qua internet được giới thiệu vào năm 2005, cho phép người tham gia săn bắt bằng súng điều khiển tự động qua internet, thì nó đã bị phê phán kịch liệt bởi những thợ săn vì đã vi phạm những nguyên tắc của truy đuổi công bằng. Theo một đại diện của Hiệp hội súng trường Hoa Kỳ giải thích: Hiệp hội luôn duy trì sự truy đuổi công bằng, trên khu vực với súng hay cung, và đó là một yếu tố quan trọng của truyền thống săn bắt. Nếu chỉ ngồi trước máy tính, nhấp vào chuột, thì chẳng phải là săn bắt gì cả."
Một câu lạc bộ săn bắt tuyên bố rằng truy đuổi công bằng sẽ không liên quan đến việc bắt động vật trong những tình trạng sau:
- Mắc kẹt trong bẫy, tuyết sâu hay nước, hay trong băng.
- Từ những phương tiện hay thuyền hiện đại.
- Bằng cách nhá đèn hay chiếu sáng khu vực.
- Sử dụng thuốc mê hay thuốc độc.
- Nấp ở trong khu đất có hàng rào an toàn dễ trốn thoát.
- Sử dụng bất kỳ phương tiện hay thuyền hiện đại nào nhằm lùa động vật, bao gồm việc sử dụng máy bay để đáp dọc theo hay liên lạc trực tiếp với thợ săn trên mặt đất.
- Sử dụng các thiết bị điện tử nhằm thu hút, xác định vị trí hay truy đuổi thú săn, hoặc hướng dẫn cho thợ săn, hay sử dụng cung hoặc tên có thiết bị điện tử gắn kèm.[26]

#### Trại chăn nuôi
Linh dương đen Ấn Độ, linh dương bò lam, hươu đốm, hươu hoang và hươu đầm lầy giờ đây có thể được tìm thấy tại các trại chăn nuôi dành cho săn bắt ở Texas, nơi mà chúng sẽ được đưa vào môn thể thao này. Những thợ săn có thể trả hơn 4000$ để săn hươu đầm lầy.

#### Nước Nga
Săn bắt của hoàng gia nước Nga phát triển từ những truyền thống của những người cai trị trước đó là Đại thân vương và Sa hoàng – bị ảnh hưởng bởi truyền thống săn bắt của hoàng gia châu Âu. Những cuộc đi săn này được tổ chức chủ yếu ở Peterhof, Tsarskoye Selo và Gatchina.

#### Nước Úc
Săn bắt ở Úc phát triển từ việc săn bắt và diệt trừ nhiều loại động vật mà được xem như là vật gây hại. Các loài động vật bản địa ít khi bị săn so với các loài ngoại nhập như lạc đà và hươu nai.

#### Nước Nhật
Số lượng thợ săn có giấp phép ở Nhật, bao gồm những người sử dụng bẫy lưới và súng, đang giảm dần, trong khi độ tuổi trung bình của họ lại tăng lên. Vào năm 2010, có khoảng 190000 thợ săn có đăng ký, 65% trong số đó là 60 tuổi hoặc già hơn.

## Kiểm soát động vật hoang dã
Săn bắt được cho là cung cấp cho những người quản lý tài nguyên một công cụ quan trọng  trong việc kiểm soát số lượng mà có thể vượt quá diện tích môi trường sống và đe dọa sự cân bằng của các loài khác, hoặc là, trong một số trường hợp, gây ảnh hưởng đến sức khỏe và sự an toàn của con người. Tuy nhiên trong hầu hết mọi trường hợp, diện tích môi trường sống được quyết định bởi môi trường sống và lượng thức ăn, và săn bắt nhằm "kiểm soát số lượng" chẳng có tác dụng gì cả. Trong một số trường hợp, nó có thể làm tăng số lượng thú săn mồi chẳng hạn như sói đồng cỏ bằng cách bỏ đi các biên giới lãnh thổ mà lẽ ra sẽ được xây dựng, kết quả là các loài ở khu vực "láng giềng" đi vào khu vực này vượt trội hẳn, do đó tăng số lượng một cách không tự nhiên. Những người biện hộ cho sắn bắt quả quyết rằng săn bắt giảm sự cạnh tranh thức ăn và chỗ ở giữa các loài và tỉ lệ chết. Một số người bảo vệ môi trường lại nói rằng việc đưa (lại) các loài thú săn mồi vào cũng sẽ có kết quả tương tự với tác dụng tốt hơn, và không có ảnh hưởng tiêu cực, như là việc đưa một lượng lớn chì vào môi trường và chuỗi thức ăn.
Ở Hoa Kỳ, những người kiểm soát động vật hoang dã cũng thường góp phần vào việc điều chỉnh và cấp phép cho săn bắt bằng cách quy định số lượng, kiểu và điều kiện mà loài thú săn nào có thể bị săn.
Những trung tâm quản lý đôi khi phụ thuộc vào việc săn bắt nhằm kiểm soát mật độ các loài đặc biệt, như trường hợp của loài hươu ở Bắc Mỹ. Những cuộc đi săn này đôi khi có thể được thực hiện bởi những xạ thủ chuyên nghiệp, dù rằng cũng có những thợ săn nghiệp dư. Ở nhiều thành phố tại Hoa Kỳ, người ta thuê những thợ săn chuyên nghiệp và nghiệp dư mỗi năm để giảm số lượng động vật chẳng hạn như hươu nai, loài mà đang trở nên nguy hiểm ở những khu vực bị hạn chế, chẳng hạn như các công viên lân cận và không gian mở ở đô thị.
Một phần quan trọng trong việc kiểm soát mật độ động vật có liên quan đến kiểm soát số lượng và đôi khi là kích cỡ hay độ tuổi của thú săn để đảm bảo được sự duy trì mật độ. Những biện pháp thường được sử dụng là giới hạn mẻ săn (bag limit) và kết thúc mùa săn, dù vậy việc áp dụng giới hạn trang bị như tổ chức các mùa săn chỉ dành cho cung thủ đang trở nên phổ biến nhằm giảm tỉ lệ săn bắt thành công của thợ săn.

### Giới hạn mẻ săn

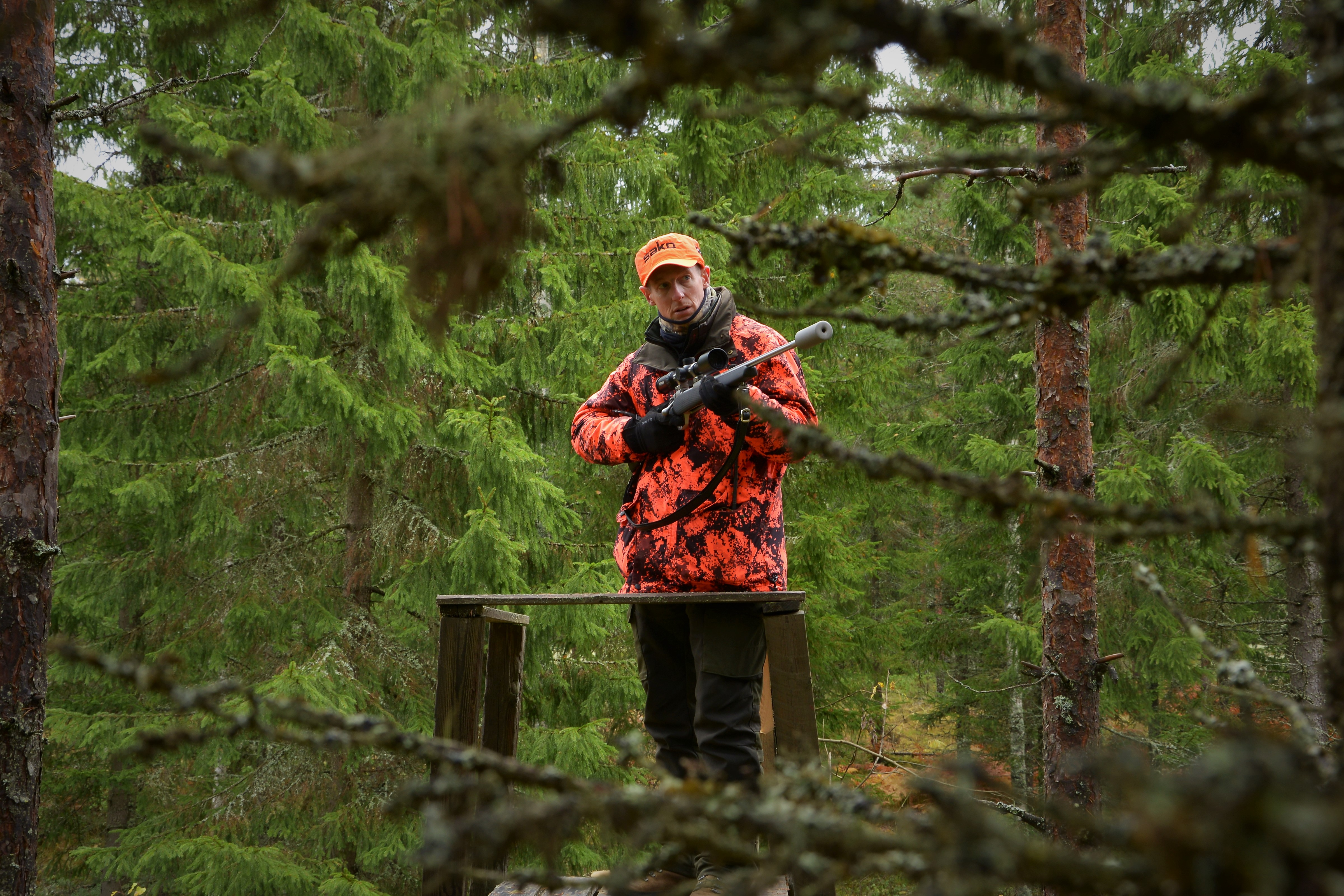
Một thợ săn ở châu Âu

Giới hạn mẻ săn là những điều khoản pháp luật nhằm kiểm soát số lượng trong một loài hoặc nhiều loài có thể bị giết, dù rằng thường có những loài mà giới hạn mẻ săn không được áp dụng cho. Cũng có một số quyền hạn mà giới hạn mẻ săn không được áp dụng hoặc chỉ áp dụng trong một số trường hợp. Cụm từ này (bag limit) là từ phong tục của những người hay săn các loài thú săn nhỏ, khi họ mang các giỏ nhỏ để chứa thú săn, tương tự như giỏ đựng cá.
Ở nơi mà giới hạn mẻ săn được áp dụng, thì có thể tính hàng ngày hoặc theo mùa; ví dụ, với vịt thì giới hạn là sáu con / thợ săn mỗi ngày. Với những thú săn lớn như nai sừng tấm châu Âu, thì giới hạn theo mùa là một con mỗi thợ săn. Giới hạn mẻ săn cũng có thể quy định kích cỡ, giới tính, hay độ tuổi của động vật mà thợ săn có thể giết. Trong nhiều trường hợp, giới hạn mẻ săn được thiết lập với ý định cân bằng lượng thú săn giữa các thợ săn hơn là để bảo vệ động vật.

### Mùa không săn và mùa săn
Mùa không săn là khoảng thời gian mà việc săn bắt một loài động vật nào đó là trái phép. Thường thì những mùa không săn được thiết lập nhằm bảo vệ một loài khi chúng dễ bị tổn thương nhất hoặc khi chúng đang trong mùa sinh sản. Ngược lại, khoảng thời gian mà không phải là mùa không săn thì được gọi là mùa săn.

### Pháp luật
Săn bắt trái phép và săn các loài động vật trái với luật bảo tồn động vật hoang dã địa phương và quốc tế được gọi là săn trộm. Cấm đi săn là một trong những chiến lược nhằm ngăn cản nạn săn trộm. Vi phạm những luật lệ hay quy định về việc săn trộm thường bị phạt. Hình phạt có thẻ bao gồm tịch thu dụng cụ, phạt tiền hoặc phạt tù. Ở Costa Rica, mọi hình thức thể thao săn bắt đều là trái phép kể từ ngày 10/12/2012 
.

## Các phương pháp săn bắt

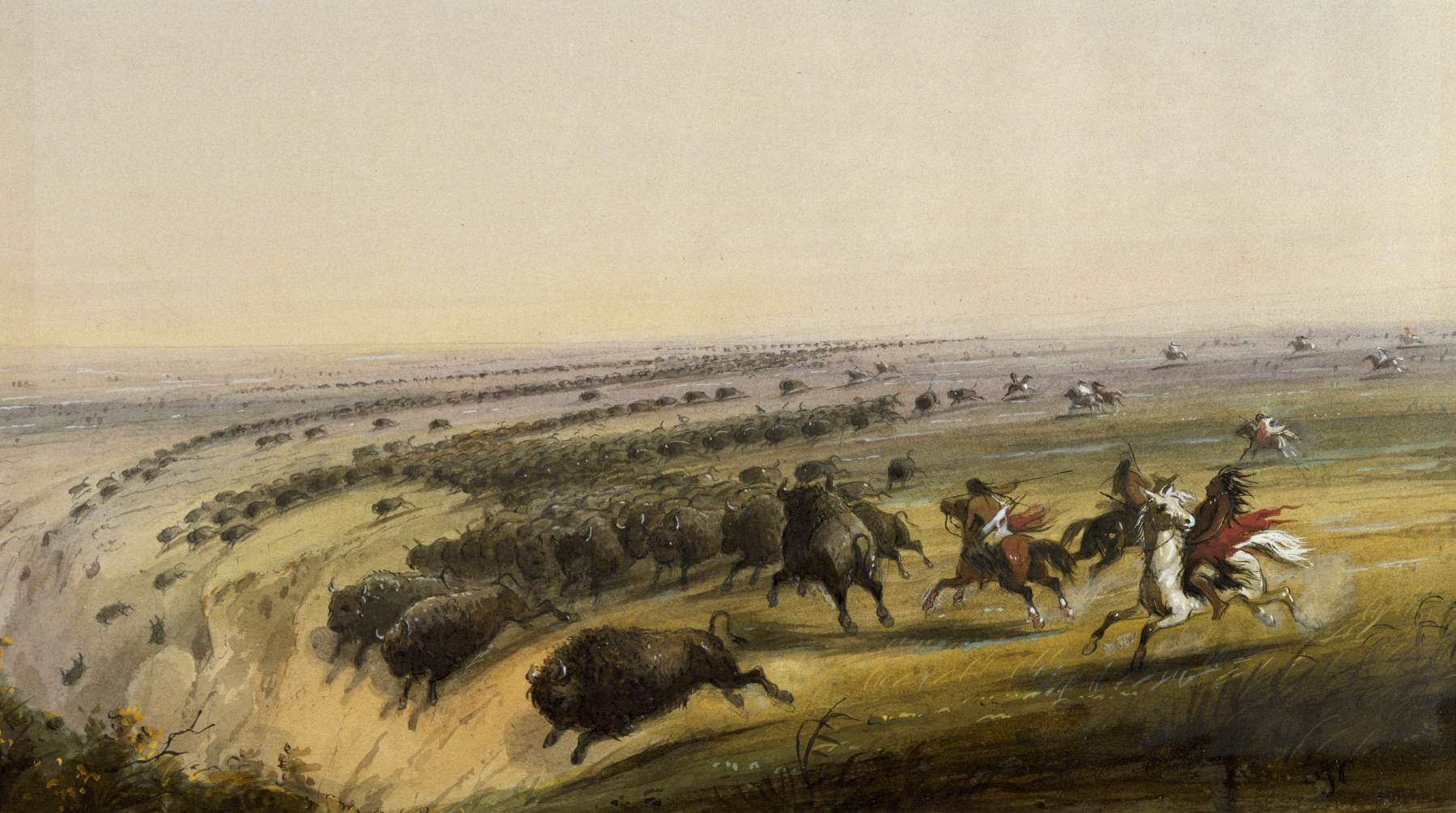
Bò rừng bizon bị đuổi đến vách núi ở Mỹ, tranh của Alfred Jacob Miller

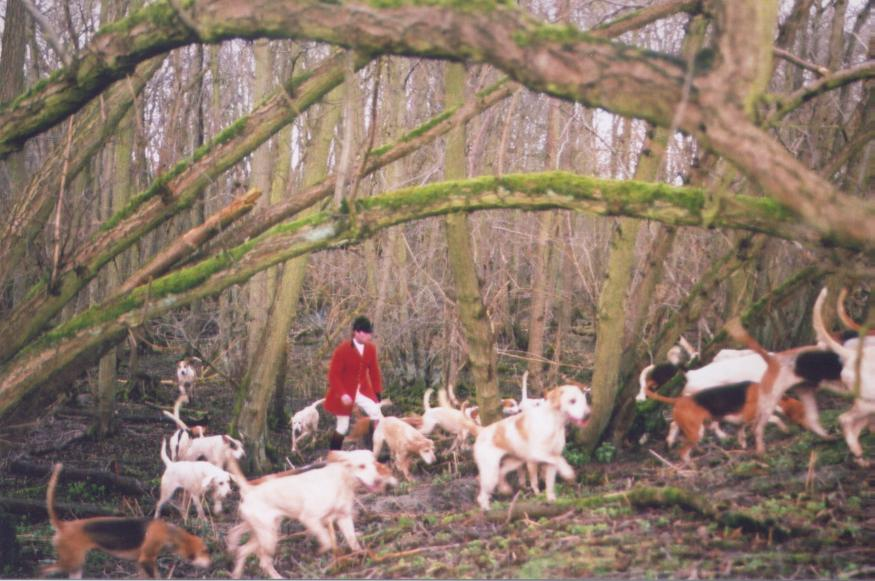
Người chủ và những chú chó săn cáo trong rừng tại Yorkshire, miền Bắc nước Anh, vào ngày cuối cùng mà việc săn cáo còn được cho phép hoàn toàn.

Theo lịch sử, những kỹ thuật săn bắt để tồn tại hay chỉ để giải trí có thể khác nhau hoàn toàn, với những quy định về săn bắt thường đưa ra những ý kiến như ở đâu, khi nào, và làm thế nào một cuộc đi săn được thực hiện. Những kỹ thuật có thể biến đổi đa dạng tùy vào những quy định của chính quyền, đạo đức cá nhân của thợ săn, truyền thống địa phương, dụng cụ săn bắt, và loài động vật nào được phép săn. Thường thì thợ săn sẽ kết hợp nhiều kỹ thuật. Pháp luật có thể cấm thợ săn thể thao sử dụng những phương pháp mà hay được dùng khi săn trộm và kiểm soát động vật hoang dã.
- Baitting  là phương pháp sử dụng mồi nhử, mùi hương hay thức ăn
- Battue là phương pháp đe dọa động vật (bằng gậy) để lùa chúng vào chỗ mai phục
- Beagling là phương pháp sử dụng chó săn thỏ khi săn thỏ, đôi khi cũng để săn cáo
- Beating là phương pháp xua thú săn ra và / hay lùa vào vị trí nào đó
- Blind hunting hay stand hunting là phương pháp chờ động vật trong khi ẩn náu hay ở vị trí trên cao
- Calling là phương pháp sử dụng âm thanh thu hút hay xua đuổi động vật
- Camouflage là phương pháp ẩn giấu tầm nhìn hay mùi hương để hòa mình vào môi trường
- Các loài chó cũng có thể được sử dụng để săn đuổi hay giúp xua, lùa, theo dấu, chỉ điểm, truy đuổi hoặc nhặt con mồi
- Driving là phương pháp lùa động vật về một hướng nào đó, thường là về phía thợ săn khác chờ sẵn
- Flushing là phương pháp xua động vật ra khỏi nơi chúng ẩn nấp
- Glassing là phương pháp định vị con mồi bằng thị giác, chẳng hạn như dùng ống nhòm
- Glue là phương pháp thụ động, dùng một các bừa bãi, để bẫy các loài chim.[35]
- Internet hunting là phương pháp săn bắt qua internet, sử dụng webcam và súng điều khiển từ xa.
- Netting là phương pháp sử dụng lưới, bao gồm các loại lưới chủ động sử dụng súng và tên lửa

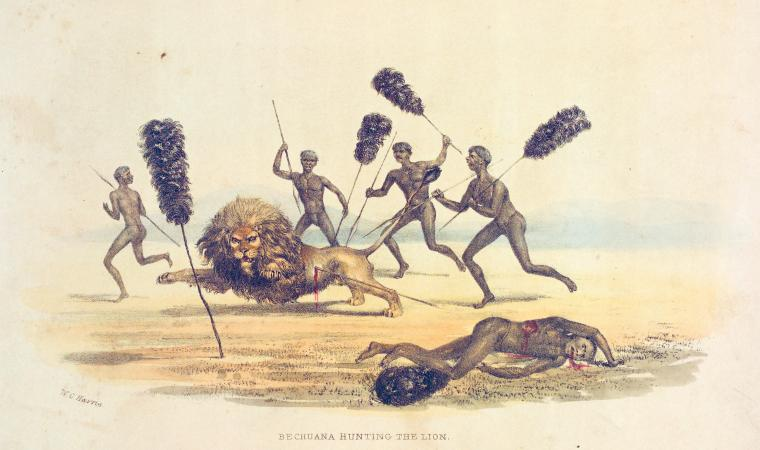
Thổ dân Châu Phi săn sư tử, năm 1841

- Persistence hunting là phương pháp theo dấu và truy đuổi con mồi đến cùng.[36]
- Scouting là phương pháp thường được dùng trước khi đi săn và sẽ đảm bảo con mồi mong muốn ở vị trí chọn sẵn. Tìm kiếm dấu hiệu của động vật như dấu vết… và sử dụng máy quay phim là những cách thức thường được sử dụng.
- Solunar theory cho rằng động vật di chuyển dựa theo vị trí của mặt trăng so với cơ thể của chúng và nó được cho là đã được sử dụng rất lâu trước đó bởi những thợ săn, để biết được thời điểm đi săn tốt nhất.[37]
- Spotlightning hay shinning là phương pháp sử dụng ánh sáng nhân tạo để tìm hay làm mù động vật trước khi giết chúng.
- Stalking hay still hunting là phương pháp tìm kiếm động vật một cách lặng lẽ hoặc chỉ truy đuổi một con thú duy nhất.
- Tracking là phương pháp đọc những dấu vết để lại khi truy đuổi động vật.
- Trapping là phương pháp sử dụng các loại bẫy như bẫy lưới, bẫy sập hay bẫy rơi.